# Nicolas Deshaies
Pour les articles homonymes, voir Deshaies (homonymie).
Nicolas Deshaies (né le 12 décembre 1988 à Angers, en France) est un joueur français de hockey sur glace professionnel qui évolue en position de défenseur.

## Biographie
Nicolas Deshaies fait ses débuts professionnels en 2006-2007 avec le club de sa ville natale, les Ducs d'Angers de la Ligue Magnus, l'élite du hockey en France. Cette même saison, il est présent lors de la victoire des siens contre les Dauphins d'Épinal lors de la finale de Coupe de France, la première jouée au Palais omnisports de Paris-Bercy. Il continue d'évoluer avec les Ducs deux saisons puis rejoint en 2009 le Lyon Hockey Club alors en Division 2, le troisième échelon national. En 2011, il aide les Lions, surnom du club rhodanien, à atteindre la finale du championnat perdue face aux Corsaires de Dunkerque, synonyme malgré tout de promotion en division supérieure. Après une année en Division 1 avec Lyon, Deshaies retrouve la Ligue Magnus en signant avec les Drakkars de Caen. Dernier de la saison, le club normand se maintient parmi l'élite suivant son succès trois victoires à aucune sur les Scorpions de Mulhouse.

## Statistiques
Pour les significations des abréviations, voir Statistiques du hockey sur glace.
| Saison    | Équipe                                | Ligue                |    | Saison régulière | Saison régulière | Saison régulière | Saison régulière | Saison régulière |   | Séries éliminatoires | Séries éliminatoires | Séries éliminatoires | Séries éliminatoires | Séries éliminatoires |
| Saison    | Équipe                                | Ligue                | PJ | B                | A                | Pts              | Pun              | PJ               | B | A                    | Pts                  | Pun                  |                      |                      |
| 2006-2007 | Ducs d'Angers                         | Ligue Magnus         | 5  | 0                | 0                | 0                | 0                | 6                | 0 | 0                    | 0                    | 0                    |                      |                      |
| 2007-2008 | Ducs d'Angers                         | Ligue Magnus         | 22 | 0                | 1                | 1                | 0                | 8                | 0 | 0                    | 0                    | 0                    |                      |                      |
| 2008-2009 | Ducs d'Angers                         | Ligue Magnus         | 25 | 1                | 1                | 2                | 8                | 9                | 0 | 0                    | 0                    | 2                    |                      |                      |
| 2009-2010 | Lions de Lyon                         | Division 2           | 18 | 3                | 5                | 8                | 48               | 5                | 0 | 1                    | 1                    | 8                    |                      |                      |
| 2010-2011 | Lions de Lyon                         | Division 2           | 18 | 3                | 4                | 7                | 58               | 8                | 1 | 3                    | 4                    | 8                    |                      |                      |
| 2011-2012 | Lions de Lyon                         | Division 1           | 26 | 5                | 11               | 16               | 54               | 2                | 0 | 0                    | 0                    | 2                    |                      |                      |
| 2012-2013 | Drakkars de Caen                      | Ligue Magnus         | 26 | 0                | 6                | 6                | 66               | 3 rel            | 0 | 0                    | 0                    | 12                   |                      |                      |
| 2013-2014 | Drakkars de Caen                      | Ligue Magnus         | 26 | 0                | 5                | 5                | 84               | 7 rel            | 1 | 1                    | 2                    | 4                    |                      |                      |
| 2014-2015 | Drakkars de Caen                      | Ligue Magnus         | 26 | 0                | 8                | 8                | 48               | 4 rel            | 0 | 0                    | 0                    | 6                    |                      |                      |
| 2015-2016 | Pingouins de Morzine-Avoriaz-Les Gets | Ligue Magnus         | 26 | 2                | 6                | 8                | 70               | 10 rel           | 1 | 1                    | 2                    | 12                   |                      |                      |
| 2015-2016 | Pingouins de Morzine-Avoriaz-Les Gets | Barrage Ligue Magnus | -  | -                | -                | -                | -                | 2                | 0 | 0                    | 0                    | 2                    |                      |                      |
| 2016-2017 | Spartiates de Marseille               | Division 2           | 18 | 9                | 19               | 28               | 12               | 4                | 1 | 1                    | 2                    | 2                    |                      |                      |
| 2017-2018 | Spartiates de Marseille               | Division 2           | 18 | 5                | 13               | 20               | 18               | 5                | 2 | 0                    | 2                    | 18                   |                      |                      |
| 2018-2019 | Spartiates de Marseille               | Division 1           | 26 | 6                | 7                | 13               | 50               | 5                | 1 | 3                    | 4                    | 6                    |                      |                      |
| 2019-2020 | Spartiates de Marseille               | Division 1           | 26 | 9                | 14               | 23               | 54               | -                | - | -                    | -                    | -                    |                      |                      |
| 2020-2021 | Spartiates de Marseille               | Division 1           | 11 | 4                | 10               | 14               | 16               | 2                | 0 | 1                    | 1                    | 0                    |                      |                      |
| 2020-2021 | Spartiates de Marseille               | Division 1           | 25 | 6                | 19               | 25               | 40               | -                | - | -                    | -                    | -                    |                      |                      |

## Trophées et honneurs personnels
- 2006-2007 : vainqueur de la Coupe de France avec les Ducs d'Angers
- 2020-2021 : champion de France de Division 1 avec les Spartiates de Marseille